# Mylopharyngodon piceus
Mylopharyngodon piceus és una espècie de peix cipriniforme de la família dels ciprínids.

## Morfologia
- Els mascles poden assolir 122 cm de longitud total[2] i 35 kg de pes.[3][4]

## Alimentació
Les larves es nodreixen de zooplàncton i, més tard, d'ostràcodes i insectes aquàtics. Quan assoleixen els 120 mm de llargària comencen a menjar caragolets i cloïsses, i en arribar a adults s'alimenten quasi exclusivament de mol·luscs i crustacis.

## Hàbitat
És un peix d'aigua dolça i demersal.

## Distribució geogràfica
Es troba a Àsia: des de la conca del riu Amur fins al Vietnam i el sud de la Xina.

## Observacions
El seu comerç és sota restriccions a Alemanya a causa de l'impacte ecològic advers que s'esdevé després de la seua introducció.